# Erica Widell
Erica Widell, född 8 augusti 1984 i Lidköping, är en tidigare svensk handbollsspelare. Hon var vänsterhänt och spelade högernia. 

## Karriär
Widell är handbollsfostrad i HK Linne. Hon gick på Katrinelundsgymnasiet (Handbollsgymnasium i Göteborg) 2000-2003 och under denna tid spelade hon med Önnereds HK. Hon var med och tog hem ett junior SM-guld i Önnered 2003 innan hon  2004 gick till Skövde HF och spelade där i elitserielaget Skövde HF under 7 säsonger. 2008 var hon med och tog SM-guld med Skövde HF. Några månader senare gjorde hon comeback i HK Lidköping. Hon spelade till och från i HK Lidköping till 2012 men födde sen sitt andra barn och då blev det inte tid för handboll. 
Efter fyra års frånvaro från elithandbollen gjorde Erica Widell comeback i Skara HF.Hon skrev på för Skara i december 2016 och spelade sin första match i december. Men redan i hennes andra match mot Sävehof skadade hon hälsenan allvarligt. I maj 2017 stod det klart att hon avslutade sin karriär.

### Meriter
- Junior SM-guld med Önnereds HK 2003
- SM-guld med Skövde HF 2008